# Psicología comunitaria

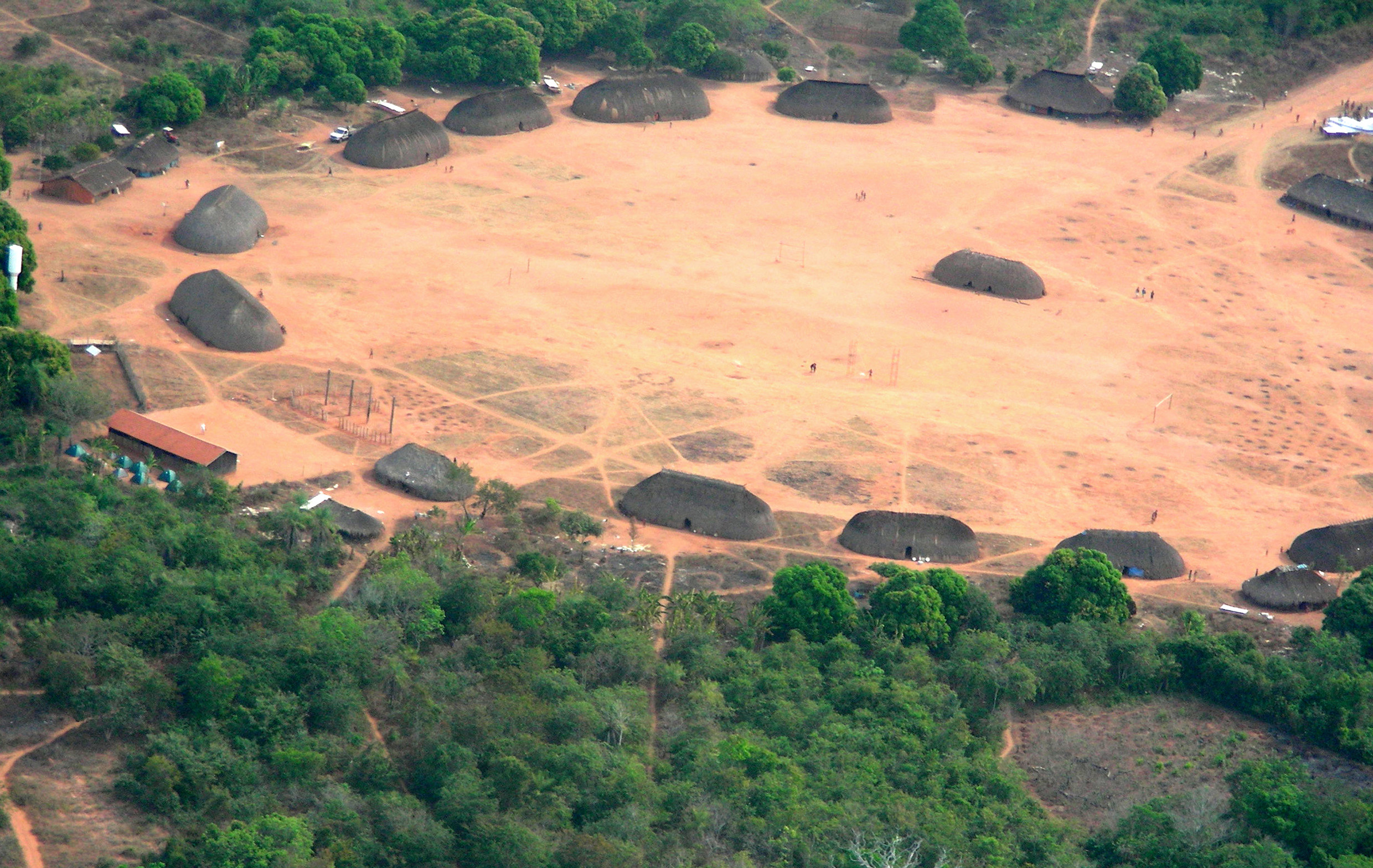
Aldea del Parque Indígena de Xingu.

La Psicología Social Comunitaria es un ámbito de investigación de la psicología en el cual, el objeto de estudio son los colectivos y/o comunidades a partir de factores sociales y ambientales, a fin de realizar acciones orientadas al mejoramiento de las condiciones de vida de la gente a partir del fortalecimiento de su comunidad. La metodología que utiliza privilegia un enfoque territorial, participativo para quienes están involucrados en sus procesos de intervención, intentando generar cambios de largo plazo en los sistemas sociales en los que esos grupos están insertos.
El uso de los términos psicología comunitaria (PC) y psicología social-comunitaria (PSC) suelen significar un mismo campo profesional, en particular el nombre psicología social-comunitaria tiene su origen en la necesidad de diferenciación disciplinar percibida por los grupos de profesionales psicólogos de Centro y Sudamérica a finales de los años setenta, en lo que comúnmente ha sido denominado Crisis de relevancia de la psicología social. Como bases fundamentales de esta propuesta es posible identificar el trabajo en terreno, aplicado sobre problemas concretos in situ (en el lugar de manifestación del fenómeno social), con un carácter participativo que permite involucrar a diversos actores en un contexto determinado resguardando el protagonismo de los sectores más vulnerables en la búsqueda de sus propias soluciones, este es seguramente el aspecto que hace de la psicología social un área de estudio de la
psicologia comunitaria.

## Objeto de la disciplina
Existen disensos sobre el objeto de la psicología comunitaria en tanto las diferentes realidades sociales hacen que  se desarrolle en modos igualmente diferentes. Así, resulta natural que no exista uniformidad ante la diversidad que caracteriza al comportamiento social de masas, grupos e individuos; empero, existen propuestas conceptuales que permiten realizar una aproximación disciplinar al objeto de la disciplina, como por ejemplo la de Maritza Montero, quien señala que la Psicología Comunitaria es: 

la rama de la psicología cuyo objeto es el estudio de los factores psicosociales que permitan desarrollar, fomentar y mantener el control y poder que los individuos pueden ejercer sobre su ambiente individual y social para solucionar problemas que los aquejan y lograr cambios en esos ambientes y en la estructura social.
Montero, M., 1984 p.390.

Esta definición permite entender que el campo de esta disciplina contempla la relación funcional entre individuo y su ambiente social, lo cual, puede dar lugar a distintas formas de comprensión. Entre las diferentes posiciones existentes alrededor del objeto perseguido por las corrientes contemporáneas tenemos a las siguientes:
- Empoderamiento: Este concepto proviene del vocablo inglés 'empowerment' y es muy discutido su uso al ser un anglicismo forzado por lo cual se emplean también términos como 'fortalecimiento' y dar/otorgar poder'. El empoderamiento se refiere a que las personas y/o grupos organizados cobren autonomía en la toma de decisiones y logren ejercer control sobre sus vidas basados en el libre acceso a la información, la participación inclusiva, la responsabilidad y el desarrollo de capacidades. Así, el empoderamiento viene a ser una esfera superior en los procesos de organización social.

- Ciudadanía: La noción de ciudadanía está fuertemente vinculada a la concepción de democracia, que permite concebir a las personas como sujetos de derechos y deberes en el marco de un consenso social representativo y políticamente válido. La ciudadanía implicaría el respeto de las personas en tanto poseen derechos asimismo la libertad de sus acciones para poder cumplir sus obligaciones sin coacción y con miras a promover su calidad de vida sin afectar los derechos de otras personas.

- Lucha contra la pobreza: Producto de las graves desigualdades de nuestras sociedades, la pobreza es un estado de precariedad económica y material con fuerte influencia en el desarrollo de capacidades individuales y colectivas. La lucha contra la pobreza viene a ser el conjunto sistemático de acciones emprendidas para superar este estado de precariedad y combatir sus efectos sobre personas y sociedades.

- Salud mental: Es el estado de equilibrio entre una persona y la sociedad, representada en niveles diversos como la familia, la comunidad, la escuela y el trabajo. Este equilibrio permite a la persona ser productiva en la vida (laboral o intelectualmente, etc.) y alcanzar un estado de bienestar y calidad de vida y que es objeto de estudio clínico para la psicología.

Como se señaló líneas arriba, existen disensos sobre el fin último de la psicología comunitaria, lo que se expresa en lo diversos que resultan los objetos de interés de la disciplina, pero lo que queda claro es que alrededor de cualquiera de ellos existen factores psicosociales que favorecen o dificultan su logro. He allí por el momento el tema central de la PC contemporánea.

## Historia de la Psicología Comunitaria
En la década del '50 del '60, aparecieron una serie de movimientos que cuestionaban las formas tradicionales y los supuestos metodológicos de las ciencias sociales. La psicología de la liberación, en Latinoamérica los movimientos tercermundistas de la liberación que proponían intervenciones en la comunidad, la psicología social, la llamada sociología militante, el construccionismo social, la salud mental comunitaria, la etnometodología, el movimiento de la antipsiquiatría en Italia, el proceso de sectorización en Francia, el concepto de educación popular, proponían un saber hacer desde el compromiso político contra la opresión y la desigualdad, y generaron un movimiento de acción social comunitaria que dio lugar a lo que se llamaría psicología comunitaria.
En los Estados Unidos de América, la disciplina fue fundada por psicólogos que buscaban superar las limitaciones de la psicología clínica tradicional en la promoción de la salud mental. Estos psicólogos tenían interés en ampliar la práctica psicológica a un mayor segmento de población asimismo en superar el paradigma de daño-y-cura para trabajar sobre la base de un enfoque preventivo, por lo que la psicología comunitaria continúa siendo una de las especialidades de estudio en la psicología clínica desde la aparición del psicoanálisis (E. Jerry Phares 1992). 
La primera vez que se utilizó el término «psicología comunitaria» fue en 1965, en una Conferencia de psicólogos que se hizo en Swampscott.
Las ideas base de esta nueva visión de la psicología se evidencian en el constructo "Sentido de Comunidad o Pertenencia" (Sense of Community), introducido el año 1974 por Seymour B. Sarason, un destacado psicólogo educativo profesor emérito de la Universidad de Yale. Por estos mismos años se produjo la propuesta del modelo educativo piramidal hecha por Edward Seidman y Julian Rappaport, donde se proponía que psicólogos expertos en consejería trabajaran en forma conjunta con psicólogos de menor experiencia y 'promotores comunales' realizando un trabajo educativo comunitario que permitiera aliviar los problemas de las personas y prevenir sus dificultades. Además, se produciría un intercambio de saberes que a futuro permitiría a las personas solucionar por si solas sus dificultades, es decir serían autónomos para ejercer poder sobre su bienestar emocional. Este modelo fue un planteamiento osado y revolucionario para la época, siendo la piedra fundacional del enfoque de empoderamiento. 
En el año 1986, luego de 22 años de trabajo tras la senda de la propuesta de Seymour Sarason, se dio un salto mayor al publicarse la Teoría del Sentido de Comunidad y el Índice del Sentido de Comunidad (Theory of Sense of Community and Sense of Community Index). Esta teoría es bastante amplia y permite aplicar el modelo a comunidades de distinta índole, como las religiosas, políticas, grupos etarios, e incluso a organizaciones, como por ejemplo los centros laborales y las escuelas. Sus autores son David McMillan (la teoría) y David Chavis (índice).
La psicología comunitaria ha tenido un amplio desarrollo en América Latina, lo cual tiene sus raíces en las reflexiones académicas y prácticas de la década del ochenta. Entre sus principales representantes se encuentra Maritza Montero, Irma Serrano-García, Gerardo Marín e Ignacio Martín-Baró (S.J.), entre muchos otros. Sus principales referentes son la educación popular, la investigación acción participante de Orlando Fals Borda, la teología de la liberación, la sociología militante, la tecnología social de Jacobo Varela, la sociología del desarrollo, el trabajo comunitario, y las influencias de la psicología social aplicada europea de finales de los setenta. Junto a ello, las críticas de diversos profesionales en torno al auge de una psicología de corte empiricista, técnica y alejada del estudio de los problemas de desarrollo y justicia social en América Latina (que durante al menos tres décadas habían marcado el desarrollo de las ciencias sociales en el continente), terminaron por sentar las bases para la apertura de un campo profesional de marcada orientación al terreno y al contacto directo in-situ con las situaciones de precariedad.

## Herramientas metodológicas
La psicología comunitaria es una disciplina orientada a la solución de problemas y optimización de recursos. Debido a esto, los psicólogos comunitarios cuentan con una serie de métodos y técnicas eficientes tanto para generar conocimiento como para intervenir en la realidad social. Cabe señalar que muchas de estas herramientas son compartidas con múltiples disciplinas sociales pero que ya en el contexto contemporáneo vienen a ser un elemento compartido multidisciplinar.
En la tradición metodológica Latinoamericana se ha destacado la original producción en torno a la Investigación-Acción; al elaborado desarrollo existente originada en los aportes de Kurt Lewin, la integración de las propuestas de Argyris y Schön se sumaron al compromiso militante de los años 1970. Esta confluencia dio como resultado la IAP (investigación acción participación) que fundó la originalidad de la PC Latinoamericana. 
A partir de los años 1980 la crisis paradigmática cuestionadora de los modelos "modernos" introdujeron perspectivas críticas en temas de género y cultura, que se sumaron a la trayectoria de crítica socioeconómica que ya era un patrimonio de la PC. 
Los psicólogos comunitarios que –basados en las ideas de Gergen, Shotter, y B. Pearce– introdujeron los modelos construccionistas sociales (como Esther Wiesenfeld, Fernández Cristieb, Saúl I. Fuks) se articularon con los aportes epistemológicos provenientes de las Teorías de la Complejidad. Estas confluencias y articulaciones han dado a la PC latinoamericana una identidad propia que presenta particularidades diferenciadas en el Sur de América, en Centro y en el Caribe.

### Construcción de conocimiento
En la psicología comunitaria cobra crucial importancia la construcción de conocimiento debido a que usualmente la información que permite tomar decisiones y alcanzar los objetivos de trabajo tienen significado únicamente para las poblaciones con las que se trabaja, por consiguiente, todo proceso de intervención requiere necesariamente que se construya conocimiento significativo para sí mismo. 
- Encuesta
- Entrevista
- Historias de vida
- Grupos focales
- Talleres participativos.
- Contextos Colaborativos.

### Intervención
La psicología, y en general otras disciplinas, buscan solucionar problemas u optimizar procesos a partir de una serie de procedimientos llevados a cabo sistemáticamente. Este proceso se puede comprender como 'intervención'. Aunque la noción de "intervención" ha sido asociada a formas de construcción relacionales asociadas al modelo experto/destinatario, el término expresa los modelos de estrategias más utilizados en los que la "intervención externa" produce cambios.
Campos de "intervención"
Proyectos sociales (Desarrollo Social Local, socioeconómico, cultural y psicosocial)
Proyectos de Construcción de Ciudadanía. (Equidad, participación comunitaria, desarrollo de redes sociales y comunitarias)
Proyectos de mejora de la Calidad de Vida (Salud, educación, Hábitat, relaciones interpersonales)
Proyectos de Fortalecimiento Cultural (recuperación de Capital Social y Cultural, trabajo sobre procesos de des-colonización y reconocimiento de las identidades socioculturales excluidas)
Los instrumentos más habituales han sido:
- Investigación Acción Participativa (IAP)
- Animación Sociocultural
- Capacitación, fortalecimiento de saberes locales, sistematización de experiencias locales.
- Detección, reconocimiento, creación y movilización de Redes (sociales, comunitarias y familiares)

#### El cómo de la intervención
Un proceso de intervención comunitaria tiene como objetivo mejorar las condiciones de vida de la población y que la comunidad sea protagonista de dicho cambio. Parte y tiene que ver con las necesidades, aspiraciones, problemas o temas de interés para la comunidad. 
Se trata de procesos a mediano y largo plazo, de tipo global y centrado en una comunidad concreta, entendida ésta como el conjunto formado por los siguientes elementos y sus interrelaciones: territorio, población, recursos y demandas, dinámica de relaciones de poder (asimetrías). 
En todo proceso comunitario se deben tener en cuenta los siguientes aspectos:
- Conocimiento y comprensión de la realidad: A través de estudios cuantitativos y de la utilización de técnicas cualitativas (entrevistas, historia de vida, recorridos barriales, grupos focales, talleres, recopilación de relatos, categorizaciones, etc.)

- Perspectiva global: Lo que nos permite construir un pasaje del diagnóstico de salud al diagnóstico comunitario; transformar las prioridades centradas en el equipo en prioridades compartidas; abordar los programas sanitarios desde una perspectiva interdisciplinaria; superar el protagonismo del profesional de la salud habilitando el protagonismo de la población.

- Información: Sin información no hay participación. La información es pública y un derecho ciudadano. La información desde el ámbito de salud, educación, seguridad, etc. Todos los conocimientos deben ser compartidos para poder saber desde donde partimos y hacia donde vamos. Se debe dar la misma información a todos los implicados, instituciones, técnicos y población, pero con lenguajes adaptados.

- Coordinación: Sin coordinación no hay intervención comunitaria. Cada actor social decide su nivel y posibilidades de implicación; integrándose a lo que ya se viene haciendo desde otros ámbitos (públicos, privados, organizaciones no gubernamentales, etc.) evitando de esta manera superposiciones y por lo tanto, un debilitamiento tanto de las estrategias como de los recursos. Para garantizar la continuidad, la implicación es del recurso o institución no de las personas. La coordinación del personal técnico debe contar con el apoyo de la Institución a la que pertenece.

- Participación ciudadana, como proceso y como cesión de poder:El posicionarnos como ciudadanos, con derechos y deberes, es lo que permite la posibilidad de pasar de ser un «consumidor» de prestaciones a un ciudadano agente de su propio desarrollo, del ciudadano individual una población organizada. Esto implica un primer movimiento al interno de los equipos de salud. ¿Defendemos nuestros derechos como trabajadores? ¿Somos capaces de pasar de la queja a la acción?

El proceso comunitario es complejo y difícil, aparecen obstáculos técnicos y metodológicos relacionados con una escasa formación en esta temática por parte de muchos trabajadores del ámbito de salud, y con el que se pretende poner en marcha acciones que van a contracorriente del modelo imperante. 
Las dificultades encontradas en cada una de las etapas se pueden ir solucionando a partir del trabajo y colaboración de todas las personas implicadas en el proceso y la convicción de estar desarrollando un trabajo serio y con rigor.
De esta manera se entiende que aquello que es obstáculo o conflicto muchas veces es la oportunidad de repensar acciones y de nuevos posicionamientos que permiten avanzar hacia intervenciones más efectivas.

### Programas de pregrado
- Universidad Nacional Abierta y a Distancia-UNAD-Colombia,Suramérica
- Cátedra Estrategias de Intervención Comunitaria. Facultad de Psicología. Universidad Nacional de Córdoba. Argentina

### Programas de posgrado
- Universidad de Chile, Programa de Magíster con mención en Psicología Comunitaria Archivado el 17 de diciembre de 2006 en Wayback Machine.
- Magíster y Especialización en Psicología Comunitaria - Universidad de la Frontera, Temuco, Chile.
- Universidad de la Habana - Cuba, Maestría en Psicología Comunitaria
- Universidad de Buenos Aires - Argentina, Maestría en Psicología Social Comunitaria
- Pontificia Universidad Católica del Perú, Maestría en Psicología Comunitaria. Ver: https://web.archive.org/web/20120219085140/http://posgrado.pucp.edu.pe/maestrias/psicologia/comunitaria/
- Residencia de Psicología Comunitaria. Coordinación Gestión Operativa Primer Nivel de Atención. Ministerio de Salud Pública. Salta. Argentina
- Universidad de Puerto Rico, Recinto de Río Piedras - Maestría en Psicología Social-Comunitaria Archivado el 24 de enero de 2013 en Wayback Machine.

- Datos: Q1500547